# Jean-Henri Maubert de Gouvest
Pour les articles homonymes, voir Maubert.
Jean-Jacques Maubert, plus connu sous le nom de Jean-Henri Maubert de Gouvest, né le 20 novembre 1721  à Rouen (paroisse Saint Martin sur Renelle) et mort le 21 novembre 1767 à Altona, est un aventurier qui fut successivement capucin, espion, officier d’artillerie, précepteur, historien, journaliste, directeur de la Comédie-Française en Allemagne et homme de lettres, connu moins par ses écrits que par ses aventures romanesques.

## Biographie
Fils d’un marchand de Rouen, Maubert entra d’abord dans l’ordre des capucins, mais ayant reconnu qu’il s’était trompé sur sa véritable vocation en embrassant la vie monastique, il s’échappa, en 1745, de son couvent  et se réfugia en Hollande avec des lettres de recommandation qu’il avait eu l’adresse de se procurer pour l’abbé de La Ville, ministre de France à La Haye, où il obtint un passeport pour l’Allemagne, prit du service comme volontaire dans l’armée saxonne, fut promu au grade d’officier d’artillerie. Ayant abandonné, à la paix, l’état militaire, il fut chargé de l’éducation du fils de son général. Ses indiscrétions l’ayant rendu suspect, il fut enfermé dans une forteresse d’où il ne sortit qu’en promettant de reprendre la robe de Saint-François ; et on lui délivra à cet effet un passeport pour Rome. Après quelques mois d’épreuves dans un couvent de cette ville, on le renvoya en France; mais arrivé à Mâcon, il prit la route de Genève, embrassa ouvertement le protestantisme, puis séjourna quelque temps en Suisse.
Il est remarqué par le marquis de Bonnac, responsable des rapports avec la Grande-Bretagne pour le compte de Louis XV, qui est séduit par sa conversation spirituelle et ses connaissances étendues. L’ambassadeur lui propose d’espionner pour le compte du Roi de France, moyennant deux cents livres sterling payables par quartier et d’avance. Il a pour mission de s’aviser des résolutions du conseil des ministres anglais. Maubert accepte avec joie cette offre et part pour Londres, où il est arrivé le 9 décembre 1755. Il prend pour la circonstance le nom de Jean-Henri Botteman, s’annonce comme « homme de lettres » et, utilisant les fonds du roi, il s’établit dans un certain pied et cultive un mode de vie raffiné, dans le but de s’attirer les bonnes grâces de l’aristocratie britannique et de s’introduire dans la Société. Sa situation auprès de lord Bolingbroke, auquel il enseigne l’histoire moderne, lui permet notamment de se créer un réseau très étendu. Il gagne vite la confiance de nombreux membres du parlement. Sa correspondance permet à la France d’apprendre des choses précieuses sur les agissements du roi de Prusse et sur la politique de la Russie, qui commençait à se détacher de la cour de Londres, ou encore sur Minorque, sur la flotte Anglaise, sur les projets de Pitt et les affaires d’Allemagne. Mais il finit par inspirer des méfiances, et est contraint de fuir vers la Hollande.
Ayant acquis des connaissances profondes sur les intérêts et les ressources des différents États de l’Europe, il écrivit sur ces matières, se fit par ce moyen une certaine réputation. Des brochures qu’il publia dans l’intérêt de la cour de Saxe indisposèrent le roi Frédéric II de Prusse, qui demanda son bannissement. Il passa à Bruxelles, se détermina ensuite à rentrer en France, avec l’espoir d’être employé par le maréchal de Belle-Isle. La mort de ce ministre ayant mis fin à toutes les espérances qu’il avait de ce côté, il retourna en Allemagne, où il obtint la direction d’un théâtre exploité par une troupe de comédiens français. Maubert de Gouvest fut pendant longtemps en butte à d’odieuses calomnies et victime de toutes sortes de persécutions, surtout de la part de ceux qui ne voyaient en lui qu’un moine apostat. Bientôt arrêté comme moine fugitif et vagabond, il fut jeté dans un cachot où il resta onze mois. Étant parvenu à s’évader, il se rendit à Amsterdam, où il fut, à la requête d’un libraire de la Haye, remis en prison, deux jours après son arrivée. Il y passa deux ans au bout desquels, ayant gagné son procès contre le libraire, il partit pour se rendre dans une cour du Nord, où il était, disait-il, appelé, lorsqu’il tomba gravement malade et termina en chemin son existence pleine d’aventures qui tiennent du roman. Il mourut à Altona d'une goutte remontée[pas clair] (reflux du contenu de l'estomac), le 21 novembre 1767.
Dans le cours d’une vie aussi agitée, au vu du nombre et de la diversité des professions qu’il exerça, Maubert publia un grand nombre d’écrits dont la liste se trouve dans la France littéraire, édition de 1769.

## Principales publications
- Lettres iroquoises, chez les Vénérables [Bousquet], Irocopolis [Lausanne], 1752, 2 vol., in-8°, (II), 166 p., (II), 164 p.
- Testament politique du cardinal Alberoni, recueilli de divers mémoires, lettres & entretiens de son éminence par Monsignor A. M. traduit de l’italien par le C. de R.B.M., Marc-Michel Bousquet & Cie, Lausanne, 1753, in-8°, XXX-460 p.
- Histoire politique du siècle, siècle où se voit développée la conduite de toutes les cours, d’un traité à l’autre, depuis la paix de Westphalie, jusqu’à la dernière paix d’Aix La Chapelle, Londres, 1754, in-12; Lausanne, 1757, in-4°.
- L’Ami de la fortune, ou mémoires du marquis de S.A., Nourss (inconnu), Londres [La Haye], 1754, in-8°, (2), 120 p.
- École du Gentilhomme, ou Entretiens de feu Mr. le Chevalier de B. avec le comte son neveu sur l’héroïsme et le héros (1754), Verney, Lausanne, 1754, in-8°, XVI, 259 p.
- L’Illustre Païsan ou Mémoires et aventures de Daniel Moginié, natif du village de Chezales, au canton de Berne, bailliage de Moudon, mort à Agra, le 22 de mai 1749, âgé de 39 ans ; Omrah de la Ire classe, Commandant de la Seconde Garde Mogole, Grand Portier du Palais de l’Empereur, & Gouverneur du Paingëab. Ou se trouvent plusieurs particularités, anecdotes des dernières révolutions de la Perse & de l’Indostan, & du règne de Thamas-Kouli-kan. Ecrit et adressé par lui-même à son frère François, son légataire, Verney, Lausanne, 1754, 2 vol., in-8°, (1f), 256, (1) p.
- Réflexions d’un Suisse sur les motifs de la guerre presente, [S.n.n.l.], 1757 ; Bruxelles, 1762, in-12.
- Ephraïm justifié. Mémoire Historique et Raisonné sur l’Etat passé, présent, et futur, des Finances de Saxe. Avec le parallèle de l’Oeconomie Prussienne & de l’Oeconomie Saxonne. Ouvrage utile aux Créanciers & Correspondans, aux Amis & aux Ennemis de la Prusse & de la Saxe. Adressé par le Juif Ephraïm de Berlin à son Cousin Manassès d’Amsterdam, [S.n.], Erlangen (?), 1758, in-12, VIII, 107 p.
- L’Esprit de la presente guerre. Discours de M. de G. dans la Chambre des C. Pour & contre les deux opinions dominantes dans le Parlement de la Grande-Bretagne, en faveur du commerce et de la paix, De l’Imprimerie du Futur-Congres, (?), a l’Olivier Verd. (?), 1758, in-12, XII - 99 p., XII, 99 p.
- Avis au Ministre de Prusse a La Haye, Au delà du Moerdick, 1758, in-8°,  47 p.
- Mercure Historique et politique des Pays-Bas, 1759-1760.
- Mémoires militaires sur les Anciens. Ou Idée précise de tout ce que les Anciens ont écrit relativement à l’art militaire. Recueillis et mis en ordre par …, [S.n.n.l.], 1762.
- La Paix générale, ou Considérations du docteur Mann’lover, d’Oxford. Mises en françois par M. Maubert de Gouvest. De l’Impr. du futur Congrès, [S.l.], (Berlin), 1762, in-12,(2),  267, (1) p.
- La Pure Vérité. Lettres et mémoires sur le Duc et la Duche de Virtemberg. Pour servir a fixer l’opinion publique sur le procès entre le Prince et ses sujets. Honni soit qui mal y pense, [S.n.], Augsburg, 1765, in-8°, 176 p.
- Mémoire pour le Sr. Maubert de Gouvest, [S.n.] (Changuion), [S.l.], [Amsterdam], [S.d.] [1765].
- Le Temps perdu, ou les écoles publiques, Changuion, Amsterdam, 1765, in-8°, VII, 146 p. (en ligne)
- Lettres du chevalier Robert Talbot de la suite du duc de Bedford à Paris en 1762, sur la France comme elle est dans ses divers départemens, avec nombre de particularités intéressantes touchant ses hommes en place, Changuion, Amsterdam, 1766, 2 vol. in-12, XIV, (1), 334 p., (3), 362 p.
- Testament politique du chevalier Walpoole, comte d’Orford, et ministre d’Angleterre, Arkstée & Merkus, Amsterdam,  1767, in-8°, (2), VIII, 254 p., (2), 408 p.
- Candide en Dannemarc, ou L’optimisme des honnêtes-gens, [S.n.] (Esslinger), Genf (Frankfurt), 1767, in-8°, (1), 239, (2) p.
- Trop est trop. Capitulation de la France avec ses moines & religieux de toutes les livrées, [S.n.], La Haye (?), 1767.

## Sources
- P. Coquelle, L’Espionnage en Angleterre pendant la guerre de Sept Ans.
- Théodore-Éloi Lebreton, Biographie rouennaise, Rouen, Le Brument, 1865, p. 273.
- Louis-Gabriel Michaud, Biographie universelle, ancienne et moderne, t. 11-12, Bruxelles, H. Ode, 1847, p. 297.
- (éd.) Jean Sgard. Dictionnaire des journalistes : 1600-1789. Volume K-Y, Oxford, Voltaire Foundation, 1999, pp.698-700